# گورخر مسابقه
گورخر مسابقه (به انگلیسی: Racing Stripes) یک فیلم ورزشی، کمدی و خانوادگی محصول سال ۲۰۰۵ به کارگردانی فردریک دو شو است. در این فیلم بازیگرانی همچون فرانکی میونیز، دیوید اسپید، استیو هاروی، اسنوپ داگ، مندی مور، جف فاکسوورثی، جو پانتولیانو، داستین هافمن، ووپی گلدبرگ، بروس گرینوود، هیدن پنیتیر، ام امت والش، وندی مالیک، مایکل کلارک دانکن، جاشوا جکسون، مایکل روزنبام و فرد تامپسون ایفای نقش کرده‌اند.

## داستان
فیلم داستان یک گورخر را به تصویر می‌کشد که اعتقاد دارد یک اسب مسابقه است، طولی نمی‌کشد که این گورخر از دوستانش و یک کودک نوجوان کمک می‌گیرد تا به رؤیای خود برسد و در مسابقه شرکت کند. اما…

## پاسخ انتقادی
واکنش‌های انتقادی به فیلم ترکیبی تا منفی بود و فیلم بر اساس ۹۹ نقد، ۳۵ درصد در راتن تومیتوز به دست آورد. در متاکریتیک، این فیلم امتیاز ۴۳ را از آن خود کرده‌است. که نشان دهنده بررسی‌های «مختلط یا متوسط» است.